# Joseph E. Duncan III
Joseph E. Duncan III (Tacoma, Washington, 1963. február 25. – Terre Haute, Indiana, 2021. március 28.) elítélt amerikai sorozatgyilkos és gyerekmolesztáló, aki halálsoron volt egy szövetségi börtönben a 2005-ös gyermekrablás és a Groene család tagjainak meggyilkolásáért. 

## Életrajz
11 egymást követő életfogytig tartó ítéletét töltötte, ami kapcsolatban áll ugyanazokkal a gyilkosságokkal és Anthony Martinez 1997-es meggyilkolásával a kaliforniai Beaumontban. Emellett Duncan bevallotta – de nem lett megvádolva vele –, hogy 1996-ban megölt két lányt Seattle-ben. Abban az időben, amikor megtámadta a Groene családot, egyidejűleg menekült egy korábbi gyermekmolesztálási ügye miatt Minnesotában. Kiszúrta Shasta és Dylan Groene-t, ahogy játszanak az udvaron, amikor épp a házuk előtt hajtott el.
Tacomában, Washington államban született. Bűnügyi nyilvántartásban van 15 éves korától kezdve. 1980-ban húsz év börtönre ítélték egy kisfiú szexuális zaklatása miatt Tacomában, és végül további hat életévét felnőttkoráig egy börtönben töltötte. 1994-ben szabadlábra helyezték, de 1997-ben visszakerült a börtönbe a szabadlábra helyezés szabályainak megsértése miatt.
2005 májusában az idahói  hatóságok megtalálták Brenda Groene-t, élettársát és a nő fiát a családi házban holtan. A hatóságok észrevették, hogy Groene két másik gyereke – Shasta 8 éves és Dylan 9 éves – eltűnt. Hét hétnyi feszített keresés után megtalálták Shastát Duncannel együtt egy étteremben, Coeur d’Alene-ben. Később Duncant letartóztatták gyermekrablás miatt. Amikor a rendőrök megmentették Shastát, az elmondta nekik, hogy Duncan vissza akarta vinni őt az apjához, mert meggondolta magát, hogy nem öli meg a kislányt. Shasta azt mondta, Duncan azt állította, hogy ő tanította meg a férfit a szeretetre. Dylan maradványait pár nappal később megtalálták egy távoli területen, közel St. Regishez (Montana). Duncant rákövetkezően elítélték Dylan és a három másik áldozat meggyilkolásáért a Coeur d'Alene-háznál.
A bebörtönzése alatt a rendőrök összekötötték Duncant az Anthony Martinez megoldatlan gyilkosságával Kaliforniában és a két lány meggyilkolásával Seattle-ben, amely éppen Duncan szabadlábra helyezése alatt történt (1994-1997). Azokból a gyilkosságokból Duncant csak a kaliforniai gyilkosság miatt ítélték el. Mindent egybevetve Duncant Idahóban gyerekrablásért és 3 ember megöléséért (Coeur d’Alene-ban) ítélték el, amiért 6 életfogytiglant kapott. A szövetségi bíróságon Shasta és Dylan Groene elrablásáért és Dylan Groene meggyilkolásáért kapott 3 halálos ítéletet és 3 életfogytig tartó ítéletet; továbbá a Kalifornia államban történt Anthony Martinez elrablásáért és meggyilkolásáért kapott 2 életfogytiglani börtönbüntetést.

## Előzmények
Duncannek régre nyúlik vissza a szexuális bűnözői múltja. Az első feljegyzett szexuális bűntényét 1978-ban Tacomában, a szülővárosában követte el, amikor 15 éves volt. Ekkor fegyverrel a kezében megerőszakolt egy 9 éves kisfiút. A következő évben autólopásért tartóztatták le. Fiatalkorúként lett elítélve, és elküldték a Dyslin's Boys'-i tanyára Tacomában, ahol az Associated Press szerint elmondta a terapeutának, hogy megkötözött és szexuálisan bántalmazott 6 fiút. Szintén elmondta a terapeutának, hogy mire 16 éves lett, már 13 fiatal fiút erőszakolt meg.
1980-ban Tacomában Duncan ellopott a szomszédtól néhány fegyvert, és később elrabolt egy 14 éves fiatal fiút, majd megerőszakolta fegyverrel a kezében. Duncant 20 évre bebörtönözték ezért a bűncselekményért, de 1994-ben, 14 év után szabadlábra helyezték. Ezután Duncan több helyen élt Seattle környékén. 1996-ban újra letartóztatták, ezúton marihuána használata miatt, de pár héttel ezután szabadon engedték az új szabályozások miatt. A hatóságok gyanítják, hogy amikor Duncan szabadon volt, 1996-ban megölte Sammiejo White-ot és Carmen Cubiast Seattle-ben és Anthony Martinezt a kaliforniai Riverside megyében 1997-ben. Azonban mindkét ügy elült, és nem hozták kapcsolatba Duncannel, miután a groene-i gyilkosságok miatt letartóztatták. Duncant 1997-ben tartóztatták le újra Kansasben, mivel megszegte a szabadlábra helyezés szabályait. 2000. július 14-én jó magaviselet miatt kiengedték, és elköltözött Fargóba.
2005 márciusában Duncant megvádolták egy 2004. július 3-ai incidenssel, amelyben 2 kisfiút zaklatott a játszótéren a minnesotai Detroit Lakesben. 2005. április 5-én megjelent a Becker megyei bíróság előtt, amely 15.000 amerikai dollár óvadékot tűzött ki a szabadlábra helyezésért. Egy fargói üzletember segített letenni az óvadékot, mivel korábban üzlettársa volt, de Duncan eltette a pénzt és lelépett. 2005. június 1-jén szövetségi letartóztatási parancsot adtak ki Duncan ellen.

## Idahói gyilkosságok és emberrablások
2005. május 16-án a hatóságok megtalálták Brenda Groene (40 éves), élettársa, Mark McKenzie (37) és a nő fia, Slade Groene (13) maradványait, testüket a saját házukban Lake Coeur d'Alene-nél, Coeur d'Alene városán kívül. Brenda Groene másik két gyermeke hiányzott, nevezetesen Dylan (9) és Shasta (8). Egy riasztással értesítették a környékbelieket, majd elkezdődött a két gyerek keresése, amíg a rendőrség emberölés ügyében nyomozott. A boncolás kiderítette, a halál oka fejsérülés volt. A rendőrség hozzátette, hogy az áldozatok meg voltak kötözve.
Hét héttel később, 2005. július 2-án kora reggel Shasta Groene-t ismerték fel egy azonosítatlan férfi társaságában egy étteremben, a Coeur d’Alene környékén. A felszolgáló, menedzser és két vásárló ismerte fel a kislányt a hírekből. Titokban hívták a rendőrséget, majd olyan pozíciót foglaltak el, hogy a férfinak esélye se legyen távozni. A rendőrök megérkeztek az étteremhez, majd letartóztatták a férfit, akiről később kiderült, hogy Joseph E. Duncan volt. Eközben az étteremben Shasta Groene megerősítette személyazonosságát a felszolgálónőnek és a hatóságoknak, aztán a Kootenai orvosi központba szállították, hogy megfelelő orvosi ellátást kapjon, és később majd visszatérhessen az apjához. A Coeur d’Alene-i rendőrség ezután őrizetbe vette J. E. Duncant gyermekrablás vádjával és a szövetségi parancs megszegésével.
Amikor Shastát megtalálták, a rendőrségnek volt némi reménye, hogy a testvérét, Dylant is meg fogják találni élve. A rendőrség a nyilvánossághoz fordult tippekért, és támpontként egy lopott piros, Missouri állambeli rendszámtáblás Jeep Cherokee-t jelöltek meg, amit Duncan a letartóztatása előtt vezetett. A hatóságok kiderítették, hogy Duncan bérelte a kocsit Minnesota államból, és nem vitte vissza. Egy benzinkutas dolgozó Kellog-ban, 64 km-re északra Coeur d’Alene-től felismerte a járművet, ami Duncan letartóztatása előtt néhány órával ott állt meg. A dolgozó gyanította a kislányról, aki a benzinkút körül sétálgatott, hogy talán a keresett kislány, de nem szólt neki, mivel semmi sem tűnt furcsának, minden átlagos volt. A dolgozó és a menedzsere értesítette a rendőrséget, miután visszanézték a biztonsági kamerák felvételét, és azonosították Duncant és Shastát.
2005. július 4-én a nyomozók emberi maradványokat találtak a Lolo National Forestnél (táborozó kempinghely közel (St. Regishez (Montana)). A maradványokat elküldték az FBI-nak a virginiai Quanticóba elemzésre, és az eredmények megerősítették, hogy a maradványok Dylan Groene maradványai. A letartóztatás alatt kiderült, hogy Duncan fejbe lőtte Dylant egy fegyverrel, miután több napon át szexuálisan bántalmazta és kínozta. A kislányt csak azért nem ölte meg, mert ahogy Shasta idézte Duncant: „ő tanított meg szeretni”.

## Fordítás
- Ez a szócikk részben vagy egészben  a   Joseph E. Duncan III című angol Wikipédia-szócikk ezen változatának fordításán alapul.  Az eredeti cikk szerkesztőit annak laptörténete sorolja fel. Ez a jelzés csupán a megfogalmazás eredetét és a szerzői jogokat jelzi, nem szolgál a cikkben szereplő információk forrásmegjelöléseként.